# Čihadlo (Hřebeny)
Čihadlo je vrch o nadmořské výšce 388 m (často též uváděno 385 m n. m.) v katastrálním území Točná na území pražské městské části Praha 12, jejímž je nejvyšším bodem. Také se jedná o nejvyšší samostatný vrchol (s prominencí alespoň 15 metrů) Prahy, přestože vedlejší vrchol Kopanina má nadmořskou výšku 393 m n. m. a Teleček (který ale není vrcholem, ale jen spočinkem) je nejvyšším bodem metropole.

## Popis
Vrch Čihadlo se rozkládá nad pravým břehem Vltavy, asi 2 kilometry vzdálené, s nadmořskou výškou hladiny kolem 190 m, ke které se svažuje svými západními, relativně prudkými svahy zalesněnými smíšeným lesem.
Jihozápadní skalnaté svahy s porostem zakrslých dubů letních a suťovisky prudce spadají do údolí Kálek, kterou prochází asfaltová místní komunikace Branišovská spojující Točnou s Komořany, a kterým protéká Závistský potok, jenž odděluje Čihadlo od hřebenu vrchu Šance se stejnojmennou přírodní rezervací (tato jižní a západní část Čihadla je součástí přírodní rezervace) a keltským oppidem.
Na jižním úbočí se rozkládá pražská ves Točná, jejíž název se občas přenáší na i celý vrch a lokalitu.
Jihovýchodní, východní a severovýchodní úbočí plynule přechází ve zvlněný terén jihovýchodního okraje Prahy a oblasti kolem Dolních Břežan v nadmořských výškách kolem 330 metrů.
Ve výšce asi 300 m n. m. se odlesněné temeno vrchu zplošťuje, v jen mírně skloněném severním svahu je umístěno letiště Točná s travnatou drahou. V úbočí nad letištěm vstupuje Pražský okruh do Komořanského tunelu.
Zde pak vystupuje vyvýšený podlouhlý vrcholek, na němž se nachází samotná kóta 388 m n. m. Na tomto částečně zalesněném vrcholku byl v 70.–90. letech umístěn 11. protiletadlový raketový oddíl Točná 71. protiletadlové raketové brigády protivzdušné obrany hlavního města Prahy. Od prvního desetiletí 21. století patří týlová část areálu 11. PLRO Vysoké škole ekonomické v Praze, která jej užívá jako školící a rekreační středisko a depozitář knihovny.

### Výhled
Severovýchodní úbočí vrcholu, zejména prostor kolem cesty vedoucí od silnice do Cholupic k lokalitě nazývané Nouzov, poskytuje dobrý výhled na celou Prahu a hory v severních Čechách. Dobře je viditelný např. Pražský hrad, vrchy Petřín a Ládví atd. Za příznivé viditelnosti je možno pozorovat horu Říp (46 km vzdálený), horu Sedlo (69 km vzdálené) a Bukovou horu (78 km vzdálená) v Českém středohoří, vrchy Ronov, Vlhošť, Ralsko, Vrátenská hora, Bezděz aj. v Ralské pahorkatině, 92 km vzdálený Ještěd a celý hřeben Krkonoš i s nejvyšší horou Sněžkou vzdálenou 125 km.

## Geomorfologické zařazení
Vrch Čihadlo tvoří nejvýchodnější a nejsevernější výspu geomorfologického celku Brdská vrchovina.
Čihadlo patří do geomorfologického celku Brdská vrchovina, podcelku Hřebeny a okrsku Kopaninská vrchovina. Společně se sousedními vrchy Šance a Hradiště tvoří jedinou část Hřebenů na pravém břehu Vltavy. Kolem vrchu vede zelená turistická značená trasa 3129 z Malé Chuchle k Hálkovu pomníku v Dolních Břežanech.